# Ilirska Bistrica
Ilirska Bistrica er en by i det sydvestlige Slovenien med et indbyggertal på ca. 4.323 (2020) indbyggere.
Byen ligger i floden Rekas floddal tæt på grænsen til Kroatien.